# Насипати гори
Насипати гори. Історії з Полісся (пол. Usypać góry. Historie z Polesia) — документальна книга польської письменниці Малгажоти Шейнерт. Розповідає поліські історії, мандруючи містами й селами.

## Зміст
Загалом книга містить 17 розділів:
- Міс Бойд їде до Полісся
- Третій гріх
- Про покровителів і супротивників бавовни
- Приходь до мене в тихе місце
- О щаслива самотність
- «Добрий і боязкий містер»
- Мотольська джаконда
- Найкрасивіші безмісячні ночі
- Від Альман до Альмана
- Забуті флотилії
- Всі святі
- Двадцять свічок
- Предмети княжого побуту
- Про улюблених тварин
- Наполеон, але не Бонапарт
- Клумба цадика
- Марія з півночі

## Нагороди та номінації
- Travelery National Geographic - номінація «Найкраща книга року про подорожі», 2016[1].